# Mahou

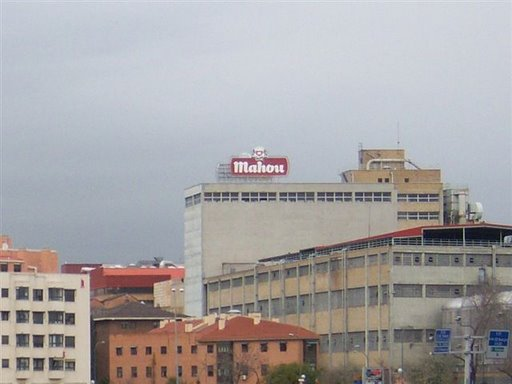
Brauerei Mahou im Paseo Imperial in Madrid

 Mahou  ist eine spanische Bierbrauerei mit Hauptsitz in Madrid, die zur spanischen Firmengruppe Mahou-San Miguel gehört.

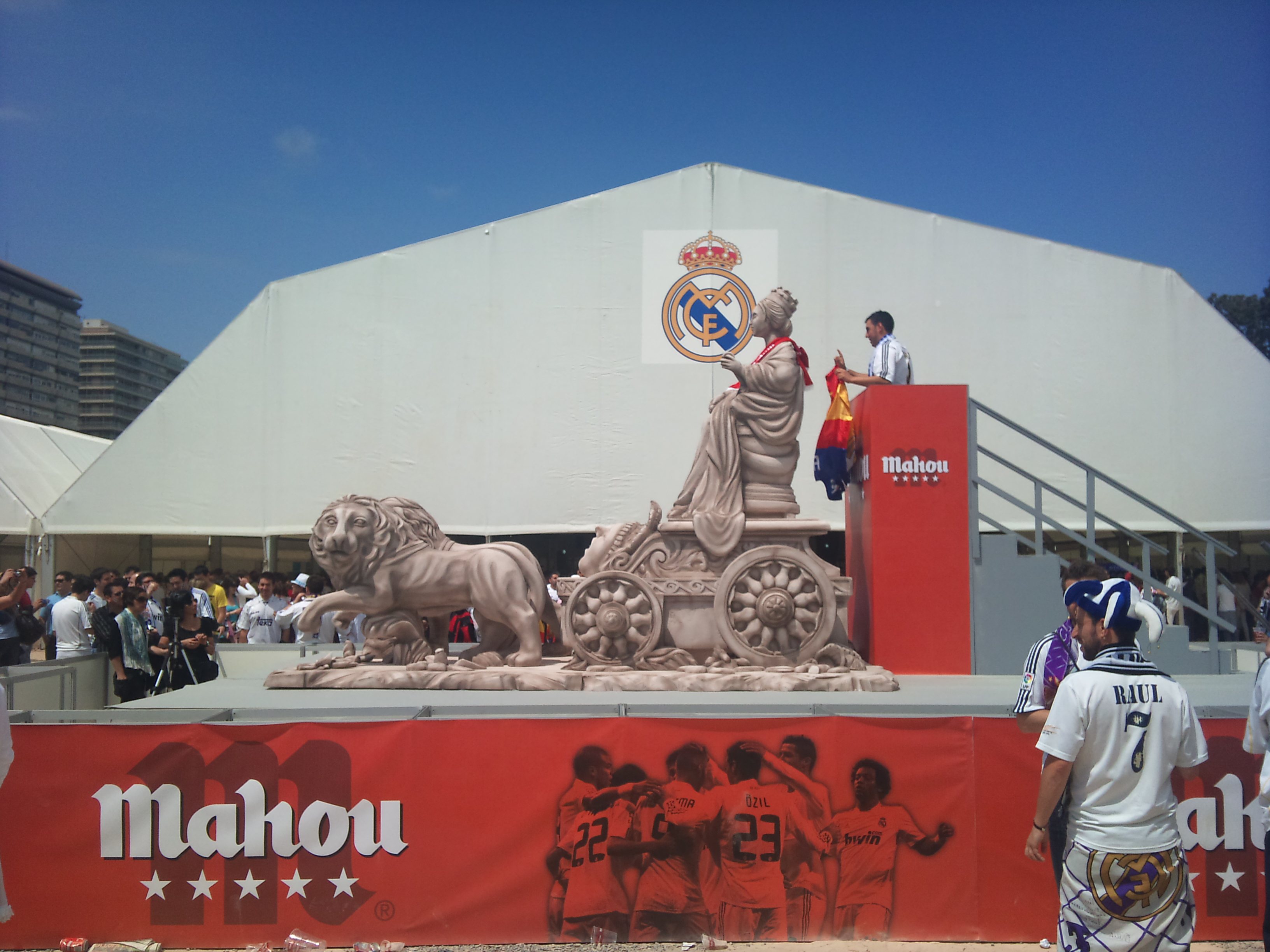
Mahou Außenwerbung in València

## Geschichte

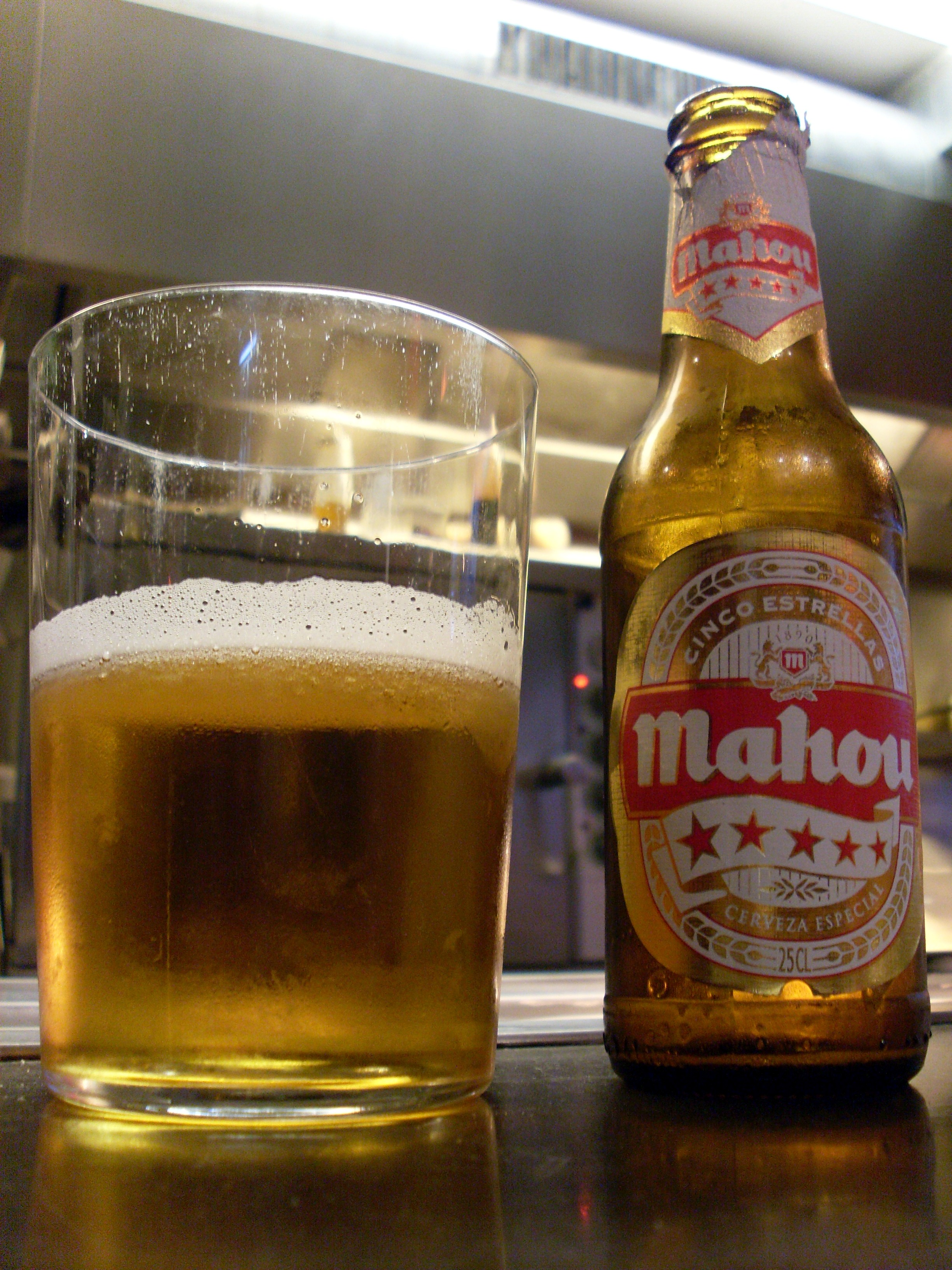
Mahou Cinco Estrellas

Unter der Unternehmensbezeichnung Hijos de Casimiro Mahou (übersetzt: Kinder des Casimiro Mahou) wurde im Jahre 1890 eine Gesellschaft zur Herstellung von Bier und Eis in Madrid gegründet und 1891 kam das in der Straße Amaniel gebraute Bier unter der Bezeichnung Mahou in den Handel. Casimiro (Casimir) Mahou stammte aus Metz (Lothringen) und wurde im Hause von Nicolas Mahou und Anne Bierhas geboren. Im Jahre 1962 wurde eine neue Braustätte im Paseo Imperial in Madrid fertiggestellt; die alte Brauerei wurde 1964 geschlossen. 1969 kam die Biermarke Mahou Cinco Estrellas auf den Markt; es folgten im Jahre 1980 das Mahou Negra und 2008 das Mahou Premium Light.
Im November 2000 fusionierten Mahou und die weitere spanische Großbrauerei San Miguel zur Firmengruppe Mahou-San Miguel.

## Biersorten
- Mahou Clásica (4,8 %)
- Mahou Cinco Estrellas (5,5 %)
- Mahou Negra (5,5 %)
- Mahou Premium Light (3,5 %)
- Mahou Mixta (0,9 %)
- Mahou Sin (0,0 %)
- Mahou 0,0 Tostada (0,0 %)

## Fotos

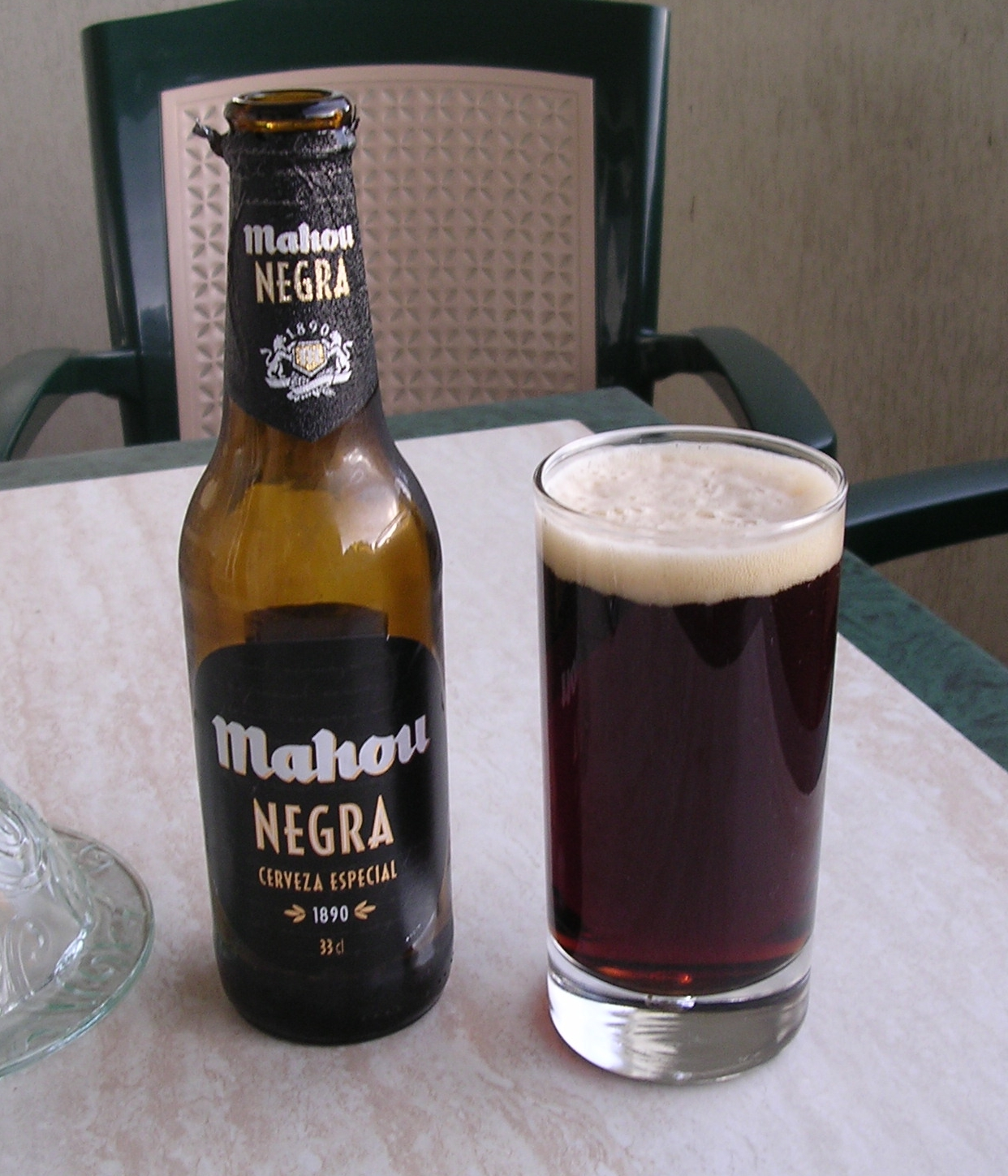
Mahou Negra
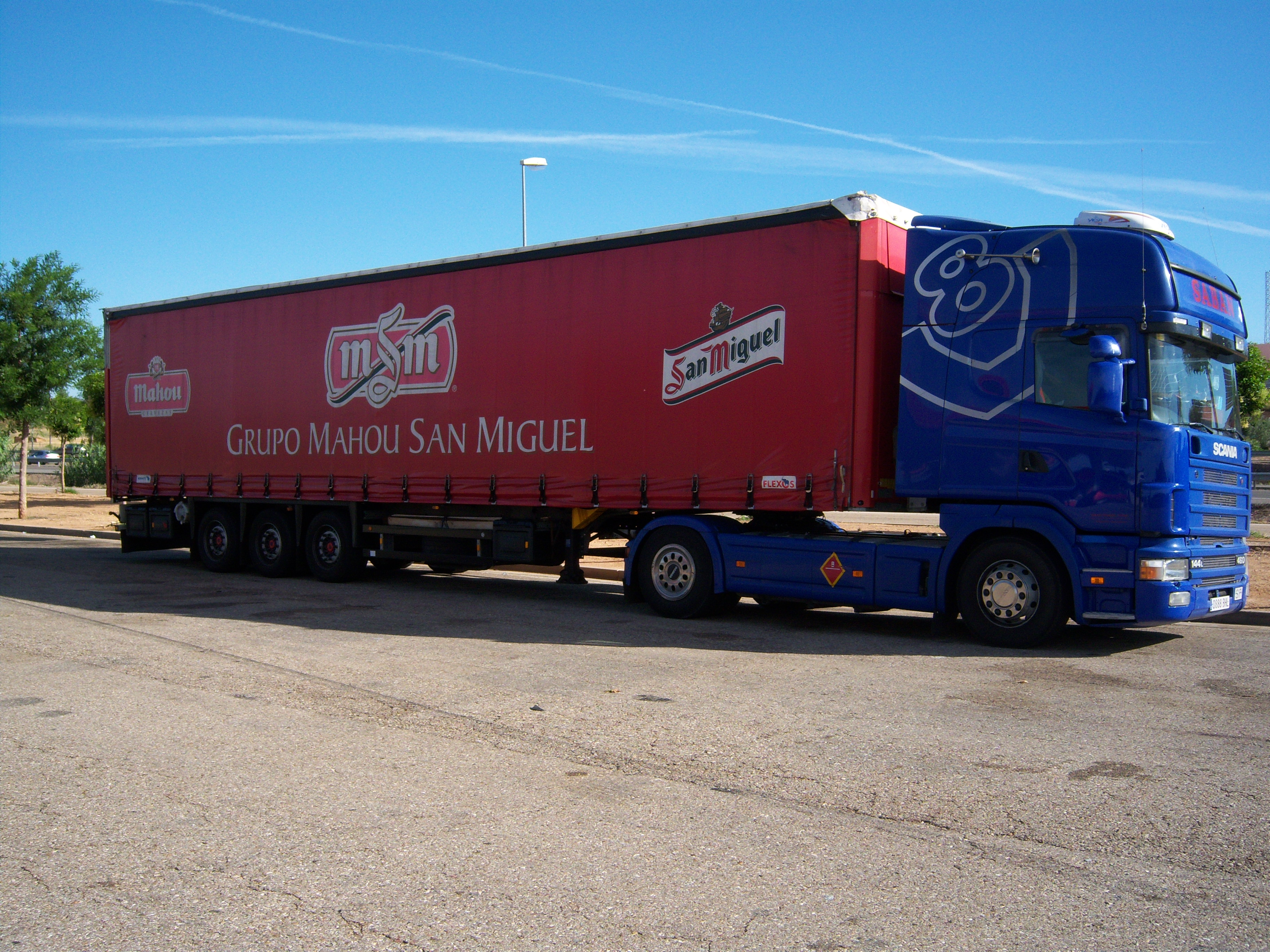
Großtransporter der Grupo Mahou San Miguel
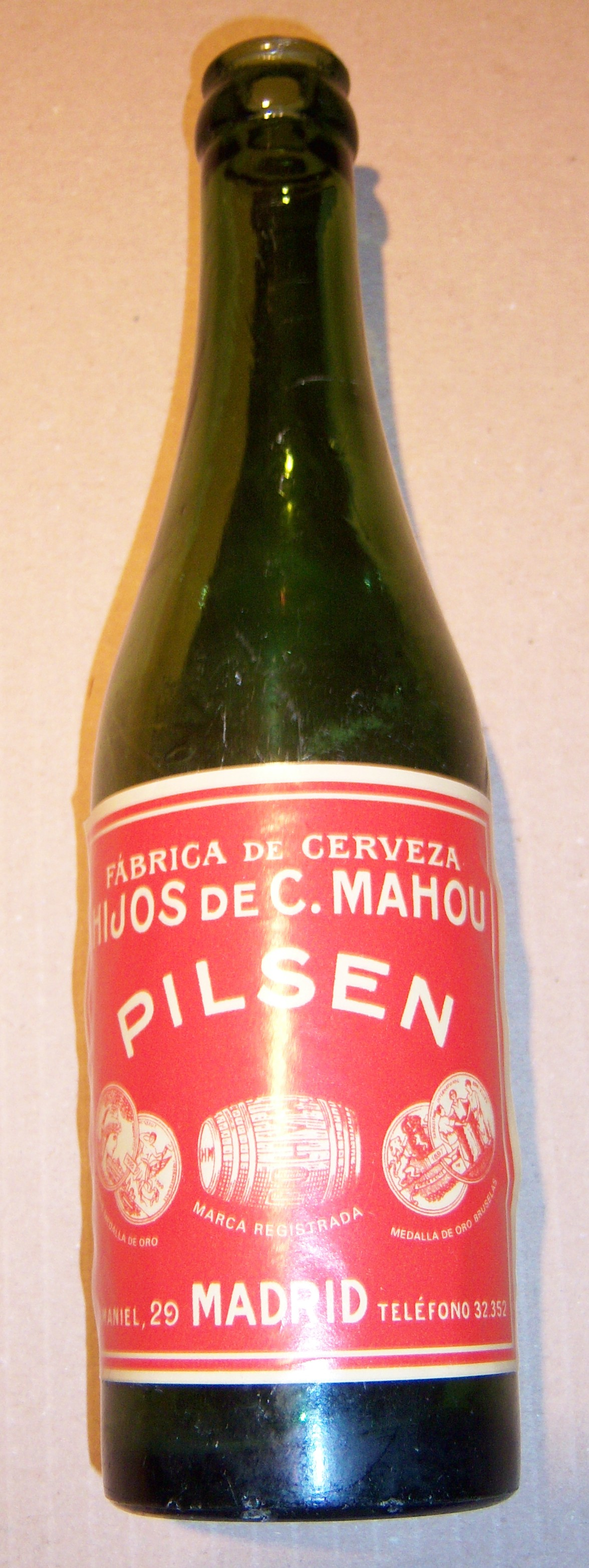
Historische Flasche aus den 1920er Jahren